# Rivière Bras de Fer
Pour les articles homonymes, voir Bras et Bras de Fer (homonymie).
La rivière Bras de Fer est un tributaire de la rive sud de la rivière Caniapiscau dont le courant se déverse successivement dans la rivière Koksoak, puis dans la baie d'Ungava. La rivière Bras de Fer coule vers le nord dans le territoire non organisé de la rivière-Koksoak, dans le Nunavik, dans la région administrative du Nord-du-Québec, au Québec, au Canada.

## Géographie
Les bassins versants voisins de la rivière Bras de Fer sont :
- côté nord : rivière Caniapiscau ;
- côté est : rivière du Sable, rivière Goodwood ;
- côté sud : réservoir Caniapiscau ;
- côté ouest : rivière Caniapiscau, lac Daumont, lac Lagny.

Un ensemble de lacs forme la zone de tête de la rivière Bras-de-Fer, situés du côté nord du réservoir Caniapiscau, notamment les lacs Fleurimont (altitude : 544 m), Hazeur (altitude : 547 m), Boullard (altitude : 528 m), La Boische (altitude : 531 m), Bornier (altitude : 524 m) et Pastour (altitude : 518 m). Dans son cours, la rivière traverse successivement les lacs Hazeur, Boullard et Bornier.
Dans son cours vers le nord, elle recueille les eaux de la décharge (venant de l'est) du lac Kerverso.
Elle se déverse sur la rive sud de la rivière Caniapiscau à :
- 73,0 km en aval du réservoir Caniapiscau ;
- 41,6 km en amont de l'embouchure de la rivière du Sable ;
- 55,6 km en amont de l'embouchure de la rivière Goodwood.

## Toponymie
Ce toponyme évoque l'œuvre de vie de Marc Antoine Jacques Bras-de-fer de Châteaufort, chevalier de Malte. En 1635, il avait été nommé commandant intérimaire de la Nouvelle-France, afin de succéder à Samuel de Champlain, le cas échéant. Finalement, Champlain décéda le 25 décembre de la même année et Bras-de-Fer assuma cette fonction jusqu'en 1636. Subséquemment, il devint commandant du gouvernement de Trois-Rivières de 1636 à 1638.
Le toponyme rivière Bras de Fer a été officialisé le 5 décembre 1968 par la Commission de toponymie du Québec.